# Palmarès des nations à la Coupe des confédérations de football
Cet article détaille le palmarès de la Coupe des confédérations. Le tenant du titre est l'Allemagne, vainqueur en 2017.

## Tableau d'honneur
Le tableau suivant retrace pour chaque édition de la compétition le palmarès du tournoi, la nation hôte, et le nombre de participants.
| Année | Pays hôte             | Finale    | Finale         | Finale          | Petite finale | Petite finale | Petite finale   |
| Année | Pays hôte             | Champion  | Score          | Finaliste       | Troisième     | Score         | Quatrième       |
| ----- | --------------------- | --------- | -------------- | --------------- | ------------- | ------------- | --------------- |
| 1992  | Arabie saoudite       | Argentine | 3 − 1          | Arabie saoudite | États-Unis    | 5 − 2         | Côte d'Ivoire   |
| 1995  | Arabie saoudite       | Danemark  | 2 − 0          | Argentine       | Mexique       | 1 − 1 (t.a.b) | Nigeria         |
| 1997  | Arabie saoudite       | Brésil    | 6 − 0          | Australie       | Tchéquie      | 1 − 0         | Uruguay         |
| 1999  | Mexique               | Mexique   | 4 − 3          | Brésil          | États-Unis    | 2 − 0         | Arabie saoudite |
| 2001  | Corée du Sud et Japon | France    | 1 − 0          | Japon           | Australie     | 1 − 0         | Brésil          |
| 2003  | France                | France    | 1 − 0 · (a.p ) | Cameroun        | Turquie       | 2 − 1         | Colombie        |
| 2005  | Allemagne             | Brésil    | 4 − 1          | Argentine       | Allemagne     | 4 − 3 (a.p)   | Mexique         |
| 2009  | Afrique du Sud        | Brésil    | 3 − 2          | États-Unis      | Espagne       | 3 − 2 (a.p)   | Afrique du Sud  |
| 2013  | Brésil                | Brésil    | 3 − 0          | Espagne         | Italie        | 2 − 2 (t.a.b) | Uruguay         |
| 2017  | Russie                | Allemagne | 1 - 0          | Chili           | Portugal      | 2 − 1 (a.p)   | Mexique         |

## Statistiques

### Premières apparitions en finale et premières victoires
Au terme de la 10e édition de la Coupe des confédérations, 13 nations ont atteint la finale et 6 l'ont remportée. Le pays organisateur a brandi le trophée à 3 reprises (le Mexique en 1999, la France en 2003, le Brésil en 2013).
Une seule nation l'a emportée pour la première fois en étant organisatrice (le Mexique en 1999).
Aucun vainqueur de la Coupe des confédérations n'a réussi à remporter la Coupe du monde de football suivante.
| Année | Première victoire | Pays organisateur finaliste | Première finale (si non victorieuse) |
| ----- | ----------------- | --------------------------- | ------------------------------------ |
| 1992  | Argentine         | Arabie saoudite             | Arabie saoudite                      |
| 1995  | Danemark          |                             |                                      |
| 1997  | Brésil            |                             | Australie                            |
| 1999  | Mexique           | Mexique                     |                                      |
| 2001  | France            | Japon                       | Japon                                |
| 2003  |                   | France                      | Cameroun                             |
| 2005  |                   |                             |                                      |
| 2009  |                   |                             | États-Unis                           |
| 2013  |                   | Brésil                      | Espagne                              |
| 2017  | Allemagne         |                             | Chili                                |

### Titres et finales
| Confédérations | Équipe          | Champion (années)          | Finale perdue (années) | Finales (période) |
| -------------- | --------------- | -------------------------- | ---------------------- | ----------------- |
| CONMEBOL       | Brésil          | 4 (1997, 2005, 2009, 2013) | 1 (1999)               | 5 (1997 à 2013)   |
| UEFA           | France          | 2 (2001, 2003)             | 0                      | 2 (2001 à 2003)   |
| CONMEBOL       | Argentine       | 1 (1992)                   | 2 (1995, 2005)         | 3 (1992 à 2005)   |
| UEFA           | Danemark        | 1 (1995)                   | 0                      | 1 (1995)          |
| CONCACAF       | Mexique         | 1 (1999)                   | 0                      | 1 (1999)          |
| UEFA           | Allemagne       | 1 (2017)                   | 0                      | 1 (2017)          |
| AFC            | Arabie saoudite | 0                          | 1 (1992)               | 1 (1992)          |
| OFC            | Australie       | 0                          | 1 (1997)               | 1 (1997)          |
| AFC            | Japon           | 0                          | 1 (2001)               | 1 (2001)          |
| CAF            | Cameroun        | 0                          | 1 (2003)               | 1 (2003)          |
| CONCACAF       | États-Unis      | 0                          | 1 (2009)               | 1 (2009)          |
| UEFA           | Espagne         | 0                          | 1 (2013)               | 1 (2013)          |
| CONMEBOL       | Chili           | 0                          | 1 (2017)               | 1 (2017)          |

### Demi-finales
| Nombre | Équipe          | Années | Années | Années | Années | Années | Années |
| ------ | --------------- | ------ | ------ | ------ | ------ | ------ | ------ |
| 6      | Brésil          | 1997   | 1999   | 2001   | 2005   | 2009   | 2013   |
| 4      | Mexique         | 1995   | 1999   | 2005   | 2017   |        |        |
| 3      | Argentine       | 1992   | 1995   | 2005   |        |        |        |
| -      | États-Unis      | 1992   | 1999   | 2009   |        |        |        |
| 2      | Arabie saoudite | 1992   | 1999   |        |        |        |        |
| -      | Allemagne       | 2005   | 2017   |        |        |        |        |
| -      | Australie       | 1997   | 2001   |        |        |        |        |
| -      | Espagne         | 2009   | 2013   |        |        |        |        |
| -      | France          | 2001   | 2003   |        |        |        |        |
| -      | Uruguay         | 1997   | 2013   |        |        |        |        |
| 1      | Côte d'Ivoire   | 1992   |        |        |        |        |        |
| -      | Danemark        | 1995   |        |        |        |        |        |
| -      | Nigeria         | 1995   |        |        |        |        |        |
| -      | Tchéquie        | 1997   |        |        |        |        |        |
| -      | Japon           | 2001   |        |        |        |        |        |
| -      | Cameroun        | 2003   |        |        |        |        |        |
| -      | Turquie         | 2003   |        |        |        |        |        |
| -      | Colombie        | 2003   |        |        |        |        |        |
| -      | Afrique du Sud  | 2009   |        |        |        |        |        |
| -      | Italie          | 2013   |        |        |        |        |        |
| -      | Chili           | 2017   |        |        |        |        |        |
| -      | Portugal        | 2017   |        |        |        |        |        |

Note : en 1995, il n'y a pas de demi-finales, les équipes classées troisième et quatrième sont considérées demi-finalistes.

### Nombre de participations par pays
Le tableau suivant récapitule toutes les nations ayant disputé la Coupe des confédérations par nombre de participations.
| Rang | Part. | Pays |
| 1    | 7     | Brésil — Mexique |
| 3    | 5     | Japon |
| 4    | 4     | Arabie saoudite — Australie — États-Unis — Nouvelle-Zélande |
| 8    | 3     | Allemagne — Argentine — Cameroun |
| 11   | 2     | Afrique du Sud — Égypte — Espagne — France — Italie — Nigeria — Uruguay |
| 18   | 1     | Bolivie — Canada — Chili — Colombie — Corée du Sud — Côte d'Ivoire — Danemark — Émirats arabes unis — Grèce — Irak — Portugal — Tchéquie — Russie — Tahiti — Tunisie — Turquie |

### Nations par ordre de première participation
Un total de 33 sélections nationales différentes ont participé à la Coupe des confédérations. Chaque édition a vu apparaître au moins une équipe pour la première fois, comme le montre le tableau ci-dessous.
| Année | Nombre | Équipes                                                                        |
| ----- | ------ | ------------------------------------------------------------------------------ |
| 1992  | 4      | Arabie saoudite — Argentine — Côte d'Ivoire — États-Unis                       |
| 1995  | 4      | Danemark — Japon — Mexique — Nigeria                                           |
| 1997  | 6      | Afrique du Sud — Australie — Brésil — Émirats arabes unis — Tchéquie — Uruguay |
| 1999  | 4      | Allemagne — Bolivie — Égypte — Nouvelle-Zélande                                |
| 2001  | 4      | Cameroun — Canada — Corée du Sud — France                                      |
| 2003  | 2      | Colombie — Turquie                                                             |
| 2005  | 2      | Grèce — Tunisie                                                                |
| 2009  | 3      | Espagne — Irak — Italie                                                        |
| 2013  | 1      | Tahiti                                                                         |
| 2017  | 3      | Chili — Portugal — Russie                                                      |

## Classements

### Classement selon le tour atteint
| Rang | Équipe              | Éditions remportées        | Deuxièmes places | Troisièmes places | Quatrièmes places | Éliminations au premier tour | Participations |
| ---- | ------------------- | -------------------------- | ---------------- | ----------------- | ----------------- | ---------------------------- | -------------- |
| 1    | Brésil              | · 1997, 2005, · 2009, 2013 | · 1999           | -                 | 1 2001            | 1 2003                       | 7              |
| 2    | France              | · 2001, 2003               | -                | -                 | -                 | -                            | 2              |
| 3    | Argentine           | · 1992                     | · 1995, 2005     | -                 | -                 | -                            | 3              |
| 4    | Mexique             | · 1999                     | -                | · 1995            | 2 2005, 2017      | 3 1997, 2001, 2013           | 7              |
| 5    | Allemagne           | 2017                       | -                | · 2005            | -                 | 1 1999                       | 3              |
| 6    | Danemark            | · 1995                     | -                | -                 | -                 | -                            | 1              |
| 7    | États-Unis          | -                          | · 2009           | · 1992, 1999      | -                 | 1 2003                       | 4              |
| 8    | Australie           | -                          | · 1997           | · 2001            | -                 | 2 2005, 2017                 | 4              |
| 9    | Espagne             | -                          | · 2013           | · 2009            | -                 | -                            | 2              |
| 10   | Arabie saoudite     | -                          | · 1992           | -                 | 1 1999            | 2 1995, 1997                 | 4              |
| 11   | Japon               | -                          | · 2001           | -                 | -                 | 4 1995, 2003, 2005, 2013     | 5              |
| 12   | Cameroun            | -                          | · 2003           | -                 | -                 | 2 2001, 2017                 | 3              |
| 13   | Chili               | -                          | 2017             | -                 | -                 | -                            | 1              |
| 14   | Italie              | -                          | -                | · 2013            | -                 | 1 2009                       | 2              |
| 15   | Portugal            | -                          | -                | 2017              | -                 | -                            | 1              |
| »    | Tchéquie            | -                          | -                | · 1997            | -                 | -                            | 1              |
| »    | Turquie             | -                          | -                | · 2003            | -                 | -                            | 1              |
| 18   | Uruguay             | -                          | -                | -                 | 2 1997, 2013      | -                            | 2              |
| 19   | Nigeria             | -                          | -                | -                 | 1 1995            | 1 2013                       | 2              |
| »    | Afrique du Sud      | -                          | -                | -                 | 1 2009            | 1 1997                       | 2              |
| 21   | Colombie            | -                          | -                | -                 | 1 2003            | -                            | 1              |
| »    | Côte d'Ivoire       | -                          | -                | -                 | 1 1992            | -                            | 1              |
| 23   | Nouvelle-Zélande    | -                          | -                | -                 | -                 | 4 1999, 2003, 2009, 2017     | 4              |
| 24   | Égypte              | -                          | -                | -                 | -                 | 2 1999, 2009                 | 2              |
| 25   | Émirats arabes unis | -                          | -                | -                 | -                 | 1 1997                       | 1              |
| »    | Bolivie             | -                          | -                | -                 | -                 | 1 1999                       | 1              |
| »    | Corée du Sud        | -                          | -                | -                 | -                 | 1 2001                       | 1              |
| »    | Tunisie             | -                          | -                | -                 | -                 | 1 2005                       | 1              |
| »    | Irak                | -                          | -                | -                 | -                 | 1 2009                       | 1              |
| »    | Russie              | -                          | -                | -                 | -                 | 1 2017                       | 1              |
| »    | Canada              | -                          | -                | -                 | -                 | 1 2001                       | 1              |
| »    | Grèce               | -                          | -                | -                 | -                 | 1 2005                       | 1              |
| »    | Tahiti              | -                          | -                | -                 | -                 | 1 2013                       | 1              |

### Classement selon le classement final de chaque édition
| Rang | Équipe              | Place         | Place             | Place              | Place | Place | Place | Place | Place | Part. |
| Rang | Équipe              | Médaille d'or | Médaille d'argent | Médaille de bronze | 4     | 5     | 6     | 7     | 8     | Part. |
| ---- | ------------------- | ------------- | ----------------- | ------------------ | ----- | ----- | ----- | ----- | ----- | ----- |
| 1    | Brésil              | 4             | 1                 |                    | 1     | 1     |       |       |       | 7     |
| 2    | France              | 2             |                   |                    |       |       |       |       |       | 2     |
| 3    | Argentine           | 1             | 2                 |                    |       |       |       |       |       | 3     |
| 4    | Mexique             | 1             |                   | 1                  | 2     | 1     | 1     |       | 1     | 7     |
| 5    | Allemagne           | 1             |                   | 1                  |       | 1     |       |       |       | 3     |
| 6    | Danemark            | 1             |                   |                    |       |       |       |       |       | 1     |
| 7    | États-Unis          |               | 1                 | 2                  |       |       |       | 1     |       | 4     |
| 8    | Australie           |               | 1                 | 1                  |       |       | 1     |       | 1     | 4     |
| 9    | Espagne             |               | 1                 | 1                  |       |       |       |       |       | 2     |
| 10   | Arabie saoudite     |               | 1                 |                    | 1     | 1     |       | 1     |       | 4     |
| 11   | Japon               |               | 1                 |                    |       | 1     | 2     | 1     |       | 5     |
| 12   | Cameroun            |               | 1                 |                    |       |       | 1     | 1     |       | 3     |
| 13   | Chili               |               | 1                 |                    |       |       |       |       |       | 1     |
| 14   | Italie              |               |                   | 1                  |       | 1     |       |       |       | 2     |
| 15   | Portugal            |               |                   | 1                  |       |       |       |       |       | 1     |
| »    | Tchéquie            |               |                   | 1                  |       |       |       |       |       | 1     |
| »    | Turquie             |               |                   | 1                  |       |       |       |       |       | 1     |
| 18   | Uruguay             |               |                   |                    | 2     |       |       |       |       | 2     |
| 19   | Nigeria             |               |                   |                    | 1     | 1     |       |       |       | 2     |
| 20   | Afrique du Sud      |               |                   |                    | 1     |       |       |       | 1     | 2     |
| 21   | Colombie            |               |                   |                    | 1     |       |       |       |       | 1     |
| »    | Côte d'Ivoire       |               |                   |                    | 1     |       |       |       |       | 1     |
| 23   | Corée du Sud        |               |                   |                    |       | 1     |       |       |       | 1     |
| »    | Russie              |               |                   |                    |       | 1     |       |       |       | 1     |
| 25   | Égypte              |               |                   |                    |       |       | 1     | 1     |       | 2     |
| 26   | Tunisie             |               |                   |                    |       |       | 1     |       |       | 1     |
| »    | Émirats arabes unis |               |                   |                    |       |       | 1     |       |       | 1     |
| »    | Bolivie             |               |                   |                    |       |       | 1     |       |       | 1     |
| 29   | Irak                |               |                   |                    |       |       |       | 1     |       | 1     |
| »    | Grèce               |               |                   |                    |       |       |       | 1     |       | 1     |
| »    | Canada              |               |                   |                    |       |       |       | 1     |       | 1     |
| 32   | Nouvelle-Zélande    |               |                   |                    |       |       |       |       | 4     | 4     |
| 33   | Tahiti              |               |                   |                    |       |       |       |       | 1     | 1     |